# Eitam

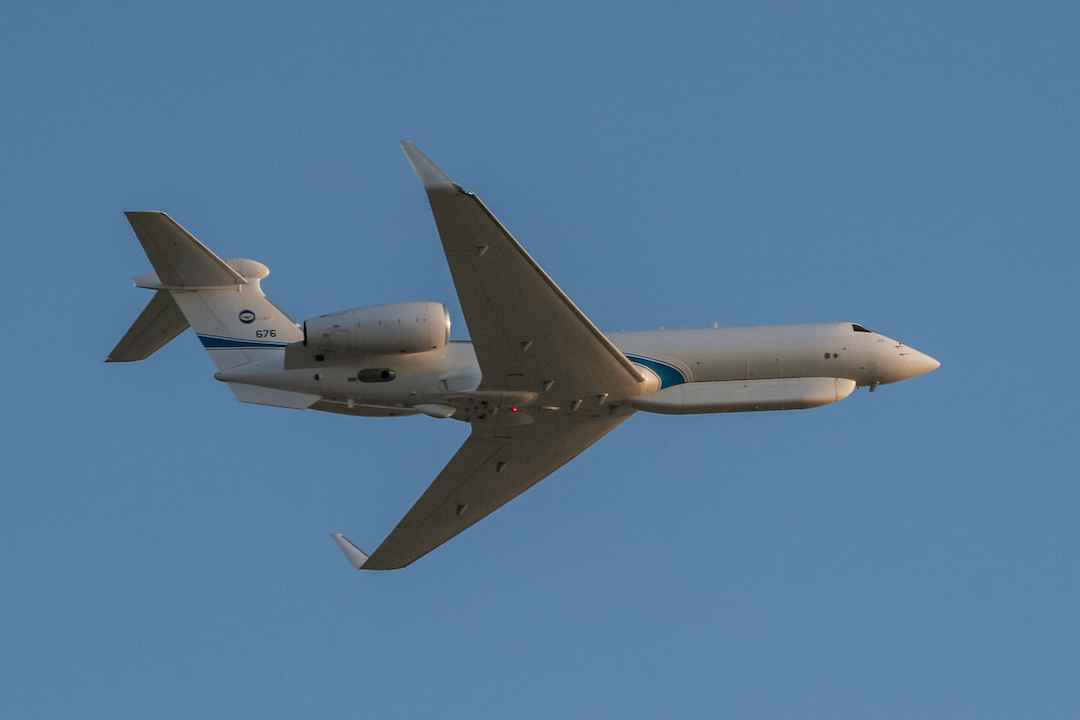
Previous version of IAF Gulfstream G500

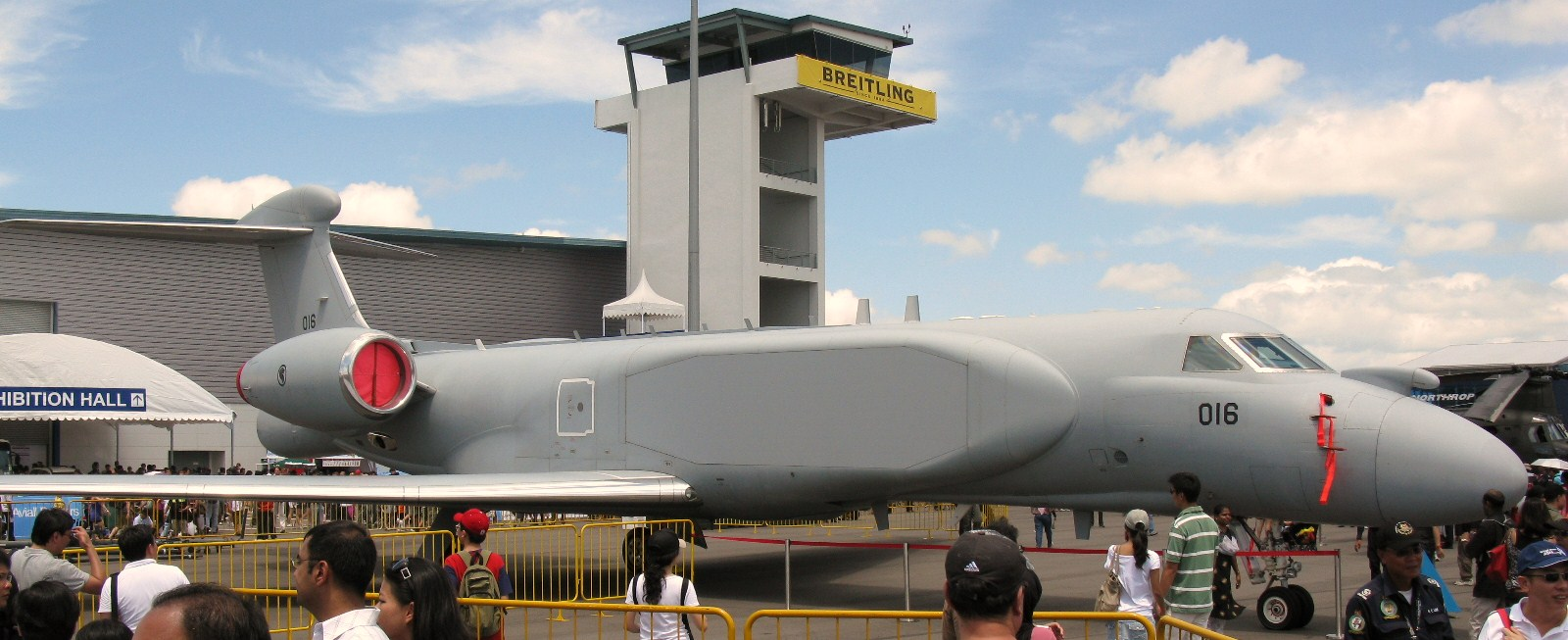

Eitam — система дальнего радиолокационного обнаружения и управления, основанная на специальном радаре и установленая на самолёте, предназначенная для разведки и управления боем.
Разработана по заказу ВВС Израиля консорциумом фирм состоящих из американских Gulfstream и Lockheed Martin и израильской IAI Elta.
Основным элементом является радиолокационная станция (РЛС) EL/W-2085 с фазированной антенной решёткой. Система построена на базе гражданского авиалайнера G550 компании Gulfstream. Дальность действия самолёта превышает 10 000 километров, крейсерская скорость составляет 900 километров в час.
Первый Eitam поступил на вооружение ВВС Израиля в сентябре 2006 года.  Еще одним заказчиком этих самолётов ДРЛО стал Сингапур, им было заказано 4 самолёта.

## ТТХ
- Модификация 	  G550 CAEW
- Размах крыла, м 	  28.50
- Длина самолёта, м 	  29.40
- Высота самолёта, м 	  7.90
- Площадь крыла, м2 	  105.60
- Масса, кг
  - пустого снаряжённого самолёта 	  21770
  - максимальная взлётная 	  42000
- Тип двигателя 	  2 ТРДД Rolls-Royce BR710C4-11
- Тяга, кН 	  2 х 68.40
- Максимальная скорость, км/ч 	  960
- Крейсерская скорость, км/ч 	  900
- Экономичная скорость, км/ч 	  851
- Практическая дальность, км 	  11780
- Практический потолок, м 	  15500
- Экипаж, чел 	  2+20